# Chrysops distinctipennis
Chrysops distinctipennis är en tvåvingeart som beskrevs av Austen 1906. Chrysops distinctipennis ingår i släktet Chrysops och familjen bromsar. Inga underarter finns listade i Catalogue of Life.